# Coupe d'Afrique des vainqueurs de coupe de football 1985
Navigation
Édition précédente Édition suivante
La Coupe d'Afrique des vainqueurs de coupe de football 1985 est la onzième édition de la Coupe d'Afrique des vainqueurs de coupe. 
Cette compétition qui oppose les vainqueurs des Coupes nationales voit à nouveau le sacre du tenant du titre, le club d'Al Ahly SC d'Égypte, dans une finale qui se joue en deux matchs face aux Nigérians de Leventis United. Il s'agit du deuxième titre pour Al Ahly dans cette compétition et du quatrième succès consécutif pour un club égyptien.

## Tour préliminaire
| Équipe 1                 | Résultat | Équipe 2                    | Aller | Retour |
| ------------------------ | -------- | --------------------------- | ----- | ------ |
| AS Dragons FC de l'Ouémé | 10 - 1   | Atlético Malabo             | 8 - 0 | 2 - 1  |
| InterStar                | 3 - 3    | Waxool FC disqualifié       | 3 - 1 | 0 - 2  |
| ASC Trarza               | -        | Racing Club de Bobo forfait | -     | -      |

## Premier tour
| Équipe 1                   | Résultat | Équipe 2               | Aller -3-5 mars 1985 | Retour 15-18 mars 1985 |
| -------------------------- | -------- | ---------------------- | -------------------- | ---------------------- |
| AFC Leopards               | 3 - 2    | Al Merreikh Omdurman   | 2 - 0                | 1 - 2                  |
| Avenir sportif de La Marsa | 0 - 5    | Al Ahly SC'T'          | 0 - 1                | 0 - 4                  |
| Djoliba AC                 | 0 - 2    | MP Oran                | 0 - 0                | 0 - 2                  |
| AS Dragons FC de l'Ouémé   | 3 - 2    | CS Imana               | 3 - 1                | 0 - 1                  |
| Horoya AC                  | 2 - 1    | Wallidan FC            | 2 - 0                | 0 - 1                  |
| InterStar                  | 1 - 5    | Kampala City Council   | 1 - 2                | 0 - 3                  |
| ASC Jeanne d'Arc           | 2 - 0    | Renaissance de Kénitra | 1 - 0                | 1 - 0                  |
| Lioli FC                   | 2 - 3    | Gweru United FC        | 1 - 1                | 1 - 2                  |
| Mighty Barrolle            | 1 - 3    | Asante Kotoko          | 1 - 0                | 0 - 3                  |
| Manzini Wanderers FC       | 0 - 2    | Mufulira Wanderers FC  | 0 - 0                | 0 - 2                  |
| Old Edwardians FC          | 1 - 4    | Leventis United        | 0 - 0                | 1 - 4                  |
| CD Primeiro de Agosto      | 1 - 3    | Dihep di Nkam          | 1 - 0                | 0 - 3                  |
| Stade Centrafricain        | 3 - 4    | ASFOSA Lomé            | 3 - 2                | 0 - 2                  |
| Simba SC                   | 5 - 1    | Eritrea Shoe Factory   | 5 - 0                | 0 - 1                  |
| Stade d'Abidjan            | 4 - 6    | FC 105 Libreville      | 3 - 1                | 1 - 5                  |
| ASC Trarza                 | 1 - 3    | Al Nasr Benghazi       | 1 - 1                | 0 - 2                  |

## Huitièmes de finale
| Équipe 1                 | Résultat      | Équipe 2         | Aller ,28-30 avril 1985 | Retour , 10-12 mai 1985 |
| ------------------------ | ------------- | ---------------- | ----------------------- | ----------------------- |
| ASFOSA Lomé              | 1 - 1e        | Asante Kotoko    | 1 - 1                   | 0 - 0                   |
| AS Dragons FC de l'Ouémé | 2e - 2        | Dihep di Nkam    | 1 - 0                   | 1 - 2                   |
| FC 105 Libreville        | 3 - 4         | Al Nasr Benghazi | 2 - 1                   | 1 - 3                   |
| ASC Jeanne d'Arc         | 1e - 1        | MP Oran          | 0 - 0                   | 1 - 1                   |
| Kampala City Council     | 4 - 2         | Gweru United FC  | 3 - 1                   | 1 - 1                   |
| Leventis United          | 1e - 1        | Horoya AC        | 0 - 0                   | 1 - 1                   |
| Mufulira Wanderers FC    | 2 - 2 3-5 tab | AFC Leopards     | 1 - 1                   | 1 - 1                   |
| Simba SC                 | 2 - 3         | Al Ahly SC'T'    | 2 - 1                   | 0 - 2                   |

## Quarts de finale
| Équipe 1                 | Résultat      | Équipe 2         | Aller | Retour |
| ------------------------ | ------------- | ---------------- | ----- | ------ |
| AS Dragons FC de l'Ouémé | 1 - 5         | Al Ahly SC'T'    | 1 - 1 | 0 - 4  |
| Asante Kotoko            | 2 - 2 4-5 tab | AFC Leopards     | 2 - 0 | 0 - 2  |
| ASC Jeanne d'Arc         | 0 - 2         | Leventis United  | 0 - 1 | 0 - 1  |
| Kampala City Council     | 1 - 1 2-4 tab | Al Nasr Benghazi | 1 - 0 | 0 - 1  |

## Demi-finales
| Équipe 1        | Résultat | Équipe 2                 | Aller | Retour |
| --------------- | -------- | ------------------------ | ----- | ------ |
| Leventis United | 2 - 1    | AFC Leopards             | 2 - 0 | 0 - 1  |
| 'Al Ahly SCT'   | -        | Al Nasr Benghazi forfait | -     | -      |

## Finale
| Équipe 1      | Résultat | Équipe 2        | Aller | Retour |
| ------------- | -------- | --------------- | ----- | ------ |
| 'Al Ahly SCT' | 2 - 1    | Leventis United | 2 - 0 | 0 - 1  |

## Vainqueur
| Coupe d'Afrique des vainqueurs de coupe Vainqueur 1985 |
| ------------------------------------------------------ |
| Al Ahly SC Deuxième titre                              |